# Lorin Dixon
Lorin Estelle Dixon (ur. 29 marca 1989 w Nowym Jorku) – amerykańska koszykarka występująca na pozycji rozgrywającej, posiadająca także jamajskie obywatelstwo.

## Osiągnięcia
Na podstawie, o ile nie zaznaczono inaczej.
NCAA
- Mistrzyni:
  - NCAA (2009, 2010)
  - turnieju konferencji Big East (2008–2012)
  - sezonu zasadniczego Big East (2008–2011)
- Uczestniczka NCAA Final Four (2008–2012)
- Zaliczona do I składu zawodniczek pierwszorocznych Big East (2008)

Indywidualne
- Powołana do udziału w meczu gwiazd PLKK (2014 – nie wystąpiła)[2][3]
- Zaliczona do składu honorable mention PLKK (2014 przez eurobasket.com)[3]